# Gypsophila parva
Gypsophila parva là loài thực vật có hoa thuộc họ Cẩm chướng. Loài này được Barkoudah mô tả khoa học đầu tiên năm 1962.